# Кубок Черногории по волейболу среди женщин
Кубок Черногории по волейболу среди женщин — ежегодное соревнование женских волейбольных команд Черногории. Проводится с сезона 2006/07 в качестве розыгрыша Кубка независимой Черногории.

## Формула соревнований
Соревнования проходят по системе плей-офф («осень-весна»). Победители полуфинальных матчей в финале определяют обладателя Кубка. В финале розыгрыша 2024/25 «Херцег-Нови» победил команду «Лука Бар» 3:1.

## Победители
- 2007 «Лука Бар» Бар
- 2008 «Рудар» Плевля
- 2009 «Рудар» Плевля
- 2010 «Галеб» Бар
- 2011 «Лука Бар» Бар
- 2012 «Лука Бар» Бар
- 2013 «Лука Бар» Бар
- 2014 «Лука Бар» Бар
- 2015 «Лука Бар» Бар
- 2016 «Галеб» Бар
- 2017 «Лука Бар» Бар
- 2018 «Галеб» Бар
- 2019 «Галеб» Бар
- 2020 «Галеб» Бар
- 2021 «Галеб» Бар
- 2022 «Галеб» Бар
- 2023 «Херцег-Нови»
- 2024 «Херцег-Нови»
- 2025 «Херцег-Нови»